# Hollands U/20-fodboldlandshold
Hollands U/20 fodboldlandshold er Hollands landshold for fodboldspillere, som er under 20 år og administreres af Koninklijke Nederlandse Voetbalbond (KNVB).